# Demi Stokes
Demi Lee Stokes (* 12. Dezember 1991 in Dudley, Vereinigtes Königreich) ist eine englische Fußballnationalspielerin, die seit 2015 für Manchester City spielt.

## Karriere

### Verein
Stokes begann ihre Karriere beim Sunderland WFC und spielte mit dem Verein zunächst in der Northern Division, in die der Verein in der Vorsaison abgestiegen war. In der Saison 2008/09 gelang als Meister der Wiederaufstieg. Zudem wurde das Finale um den FA Women’s Cup 2009 erreicht, das mit 1:2 gegen den Arsenal LFC verloren ging. Die Saison 2010/11 beendete der Verein dann als Meister der National Division, wozu sie als eine der drei drittbesten Torschützinnen mit sieben Toren beitrug.
2011 wechselte sie zum Studium an die University of South Florida und lief bis 2014 für deren Hochschulmannschaft der South Florida Bulls auf. Parallel dazu spielte sie im Jahr 2012 für den W-League-Teilnehmer Vancouver Whitecaps Women. Zur Saison 2015 der FA WSL wechselte sie zu den Frauen von Manchester City, mit denen sie 2016 die Meisterschaft gewann. In der UEFA Women’s Champions League 2016/17 stand sie in acht Spielen der Finalrunde über jeweils 90 Minuten auf dem Platz. Im Halbfinale gegen Olympique Lyon kam das Aus nach einer 1:3-Heimniederlage und einem 1:0-Auswärtssieg.
In der „Spring Series“ genannten kurzen Übergangssaison 2017 kam sie in sieben von acht Spielen zum Einsatz. Diese kurze Saison endete ebenso mit der Vizemeisterschaft wie die folgende, nun an den normalen europäischen Spielkalender angepasste Saison 2017/18 in der sie in 15 von 18 Spielen mitmachte.
In der UEFA Women’s Champions League 2017/18 kam sie in allen acht Spielen zum Einsatz und erzielte dabei zwei Tore. Die Citizens scheiterten erneut im Halbfinale an Lyon.
2018/19 wurde ManCity erneut Zweiter, sie wurde dabei in elf Spielen eingesetzt. In der UEFA Women’s Champions League 2018/19 kam sie aber nicht zum Einsatz, auch bedingt dadurch, dass bereits im Sechzehntelfinale Schluss war, wo ManCity nach einem 1:1 bei Atlético Madrid das Heimspiel mit 0:2 verlor. Beim COVID-19-bedingten Abbruch der FA Women’s Super League 2019/20 stand Manchester auf dem zweiten Platz, Chelsea hatte aber die beste Quote und wurde daher zum Meister erklärt, so dass die Citizens die Saison als Vizemeister beendeten, sich aber für die UEFA Women’s Champions League 2020/21 qualifizierten. Wie zuvor scheiterten sie auch dort an einem spanischen Verein, diesmal dem FC Barcelona im Viertelfinale. In den beiden folgenden Spielzeiten scheiterte sie mit ManCity jeweils in der Qualifikation zur Gruppenphase an Real Madrid.

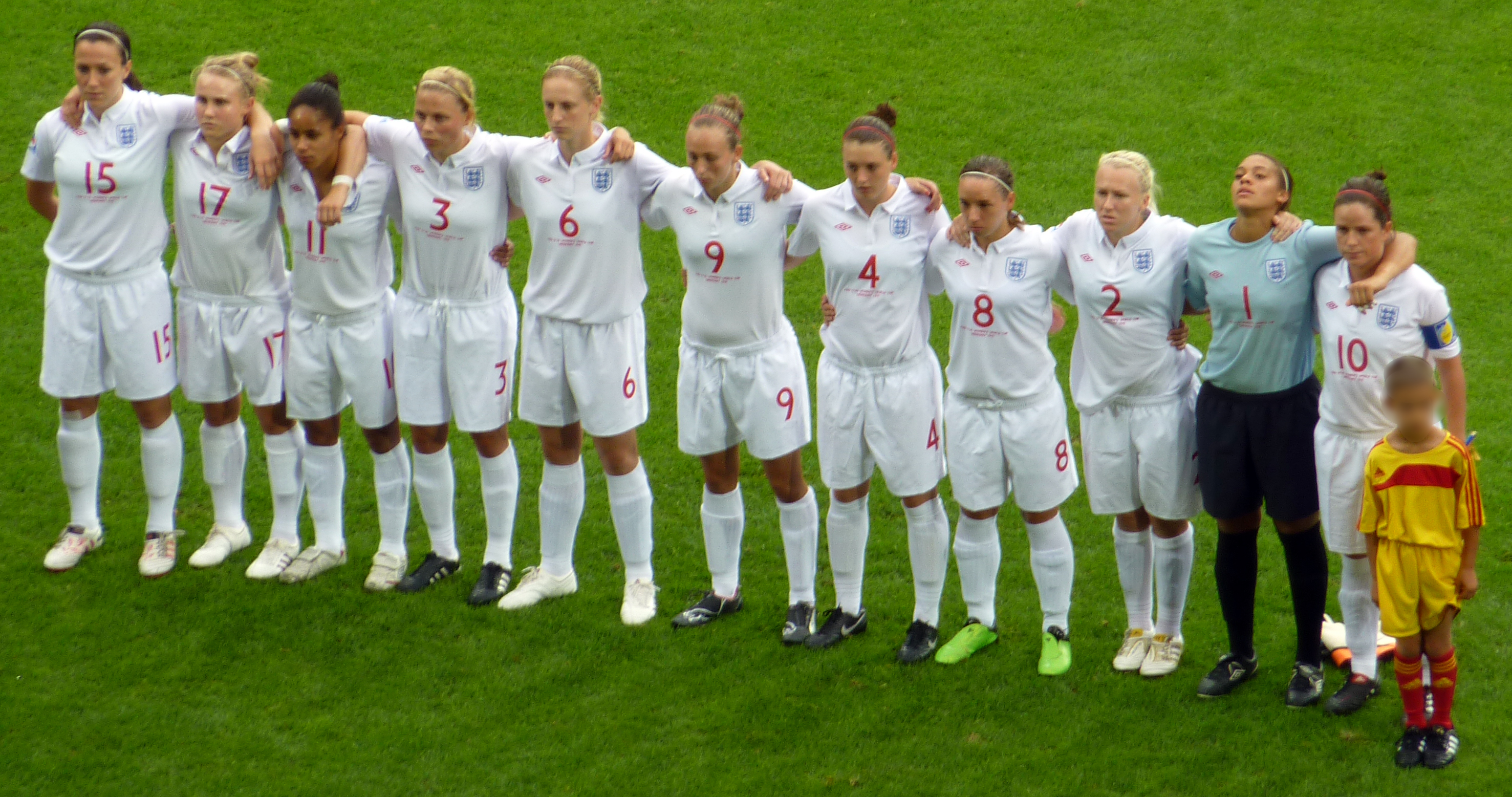
Stokes (dritte von links) bei der U-20-WM 2010.

### Nationalmannschaft
Stokes nahm mit der englischen U-19 an den U-19-Fußball-Europameisterschaften 2009 und 2010 teil, wobei nach dem Triumph 2009 in Belarus beim darauffolgenden Turnier der zweite Platz erreicht wurde. Bei der U-20-Weltmeisterschaft 2010 kam sie in allen drei Spielen Englands zum Einsatz. Am 17. Januar 2014 debütierte Stokes gegen Norwegen in der englischen A-Nationalmannschaft und nahm mit dieser in der Folge am Zypern-Cup 2014 teil, wo nach einer Finalniederlage gegen Frankreich der zweite Platz belegt wurde. Sie kam danach zwar noch in vier Spielen der Qualifikation zur WM 2015, mit ihrem ersten Länderspieltor beim 9:0 gegen Montenegro und beim gewonnenen Zypern-Cup 2015 zum Einsatz, wurde aber nicht für die WM nominiert.
In der Qualifikation zur EM 2017 kam sie in sechs Spielen zum Einsatz. Da die Engländerinnen nur beim 1:1 gegen Belgien einen Punkt abgaben, qualifizierten sie sich als Gruppensieger für die EM. Dort war sie eine von nur drei Engländerinnen, die in allen Spielen eingesetzt wurde. Durch die 0:3-Halbfinalniederlage gegen die Gastgeberinnen wurde dann aber das Finale verpasst.
In der Qualifikation zur WM 2019 hatte sie nur zwei Einsätze, beim 6:0 gegen Russland und beim torlosen Remis gegen Wales, zudem saß sie einmal auf der Bank. Beim SheBelieves Cup 2018 kam sie dagegen in allen Spielen zum Einsatz, beim gewonnenen SheBelieves Cup 2019 wurde sie aber nur beim 2:2 gegen die USA eingesetzt. Es folgte noch ihr 50. Länderspiel bei der 0:1-Heimniederlage gegen Kanada und am 8. Mai die Nominierung für die WM. Bei der WM kam sie im Gruppenfinale gegen Japan, im Viertelfinale gegen Norwegen und im Halbfinale gegen den erfolgreichen Titelverteidiger USA zum Einsatz und spielte dabei jeweils über 90 Minuten.
Am 27. Mai 2021 wurde sie für das Team GB nominiert, das an den wegen der COVID-19-Pandemie um ein Jahr verschobenen Olympischen Spielen in Tokio teilnahm. Bei den Spielen wurde sie im zweiten und dritten Gruppenspiel, bei denen sie jeweils über 90 Minuten spielte, und im Viertelfinale gegen Australien eingesetzt, dort aber erst in der 58. Minute ausgewechselt. Die Britinnen verloren mit 3:4 nach Verlängerung.
In der Qualifikation für die WM 2023 wurde sie in den ersten acht Spielen sechsmal eingesetzt.
Am 17. Mai 2022 wurde sie für den vorläufigen EM-Kader benannt. Am 15. Juni wurde sie auch für den finalen Kader berücksichtigt. Bei der EM kam sie aber nicht zum Einsatz.
Sie wurde auch für die beiden letzten Spiele der Qualifikation für die WM 2023 nach der EM nominiert, aber nur im letzten Spiel am 6. September eingesetzt. Drei Tage zuvor qualifizierte sich ihre Mannschaft durch einen 2:0-Sieg in Wiener Neustadt gegen Österreich für die WM-Endrunde.

## Erfolge
- 2009: Gewinn der U-19-Europameisterschaft
- Meisterschaft in der Northern Division 2008/09
- Meisterschaft in der National Division 2010/11
- 2015: Gewinn des Zypern-Cup (ohne Einsatz im Finale[8])
- 2016: Gewinn der englischen Meisterschaft
- 2016, 2019 und 2022: Gewinn des FSL Cups
- 2017, 2019 und 2020: Gewinn des englischen Pokals
- 2019: Gewinn des SheBelieves Cup
- 2022: Gewinn des Arnold Clark Cup
- Europameisterin 2022 (ohne Einsatz)

## Privates
Mit ihrer britischen Freundin, die als Physiotherapeutin arbeitet, erzieht sie ein Kind.